# Biljevine
Biljevine falu Horvátországban, Lika-Zengg megyében. Közigazgatásilag Zengghez tartozik.

## Fekvése
Zengg központjától 12 km-re délkeletre, a Velebit-hegység területén, a tengerparttól 3 km-re fekszik.

## Története
A 17. század közepén 1654 körül telepítették be a török terjeszkedés elől menekülő bunyevácok harmadik hullámával.
A falunak 1857-ben 340, 1910-ben 464 lakosa volt. 1920-ig Lika-Korbava vármegye Zenggi járásához tartozott. Ezt követően előbb a Szerb–Horvát–Szlovén Királyság, majd Jugoszlávia része lett. Jugoszlávia felbomlása után 1991-ben a független Horvátország része lett. 2011-ben 56 lakosa volt, akik főként állattartással, földműveléssel és idénymunkákkal foglalkoztak.

## Lakosság
| Lakosság változása | Lakosság változása | Lakosság változása | Lakosság változása | Lakosság változása | Lakosság változása | Lakosság változása | Lakosság változása | Lakosság változása | Lakosság változása | Lakosság változása | Lakosság változása | Lakosság változása | Lakosság változása | Lakosság változása | Lakosság változása |
| ------------------ | ------------------ | ------------------ | ------------------ | ------------------ | ------------------ | ------------------ | ------------------ | ------------------ | ------------------ | ------------------ | ------------------ | ------------------ | ------------------ | ------------------ | ------------------ |
| 1857               | 1869               | 1880               | 1890               | 1900               | 1910               | 1921               | 1931               | 1948               | 1953               | 1961               | 1971               | 1981               | 1991               | 2001               | 2011               |
| 340                | 299                | 372                | 352                | 438                | 464                | 371                | 403                | 396                | 389                | 343                | 228                | 142                | 75                 | 55                 | 56                 |

## Nevezetességei
Rončeva Glava prehisztorikus erődített település maradványai. Régészeti lelőhely.